# Standing Room Only
Standing Room Only é um filme estadunidense de 1944, do gênero comédia, dirigido por Sidney Lanfield e estrelado por Paulette Goddard e Fred MacMurray. A inspiração para o filme veio da superlotação que infernizou Washington durante a Segunda Guerra Mundial. Curiosamente, o mesmo tema foi utilizado pela bem sucedida comédia The More the Merrier, produzida no ano anterior pela Columbia Pictures.
Este foi o terceiro trabalho conjunto dos dois astros, de um total de cinco.

## Sinopse
O executivo Lee Stevens e sua secretária Jane Rogers, empregados de uma fábrica de brinquedos, desembarcam em Washington para assinar um contrato com o governo. Inadvertidamente, Jane cancela as reservas no hotel e, com a cidade cheia naqueles tempos de guerra, eles ficam sem ter onde se hospedar. Ela, então, bola um plano: fingirem-se de criada e mordomo na casa do milionário Ira Cromwell até finalizarem o negócio. Contudo, quando o contato deles na Casa Branca chega para jantar com o patrão, as coisas ficam complicadas.

## Elenco
| Ator/Atriz       | Personagem             |
| ---------------- | ---------------------- |
| Paulette Goddard | Jane Rogers            |
| Fred MacMurray   | Lee Stevens            |
| Edward Arnold    | T. J. Todd             |
| Hillary Brooke   | Alice Todd             |
| Roland Young     | Ira Cromwell           |
| Anne Revere      | Major Harriet Cromwell |
| Clarence Kolb    | Glen Ritchie           |
| Isabel Randolph  | Jane Ritchie           |
| Porter Hall      | Hugo Farenhall         |